# Carl Levin
Carl Levin (Detroit, 28 de junio de 1934-29 de julio de 2021) fue un abogado, político y senador estadounidense.

## Carrera política
Fue senador por el estado de Míchigan, Estados Unidos, perteneciente al Partido Demócrata. Ocupó el escaño desde 1979 a 2015, habiendo sido elegido seis veces.